# Sporran

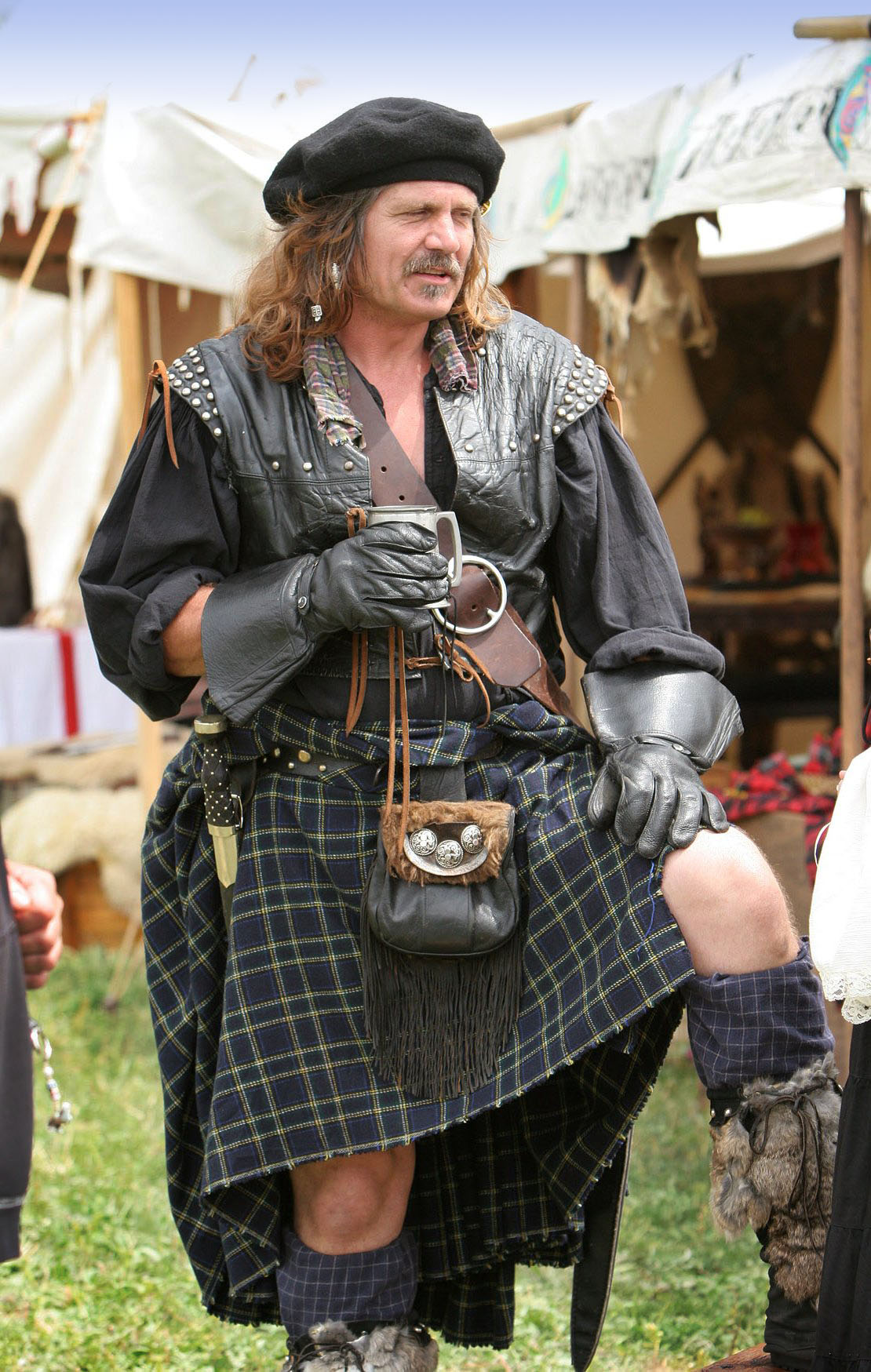
Sporran syns framför kilten.

En sporran (skotsk gaeliska: "börs")[källa behövs] är en väska som bärs till kilt. Den är vanligen gjord i läder med front i päls. Den bärs i kedjor som hänger över höfterna, alternativt i två hällor som hänger från ett bälte.